# Poezja urdu
Poezja urdu – poezja pisana w języku urdu, którym mówi się głównie w Indiach i Pakistanie. Język urdu liczy jedynie około 400 lat, stąd w twórczości poetyckiej w urdu rozróżnia się tylko dwa okresy:
- dawny
- współczesny, który  obejmuje zaledwie XX w. i czasy obecne.

Reprezentuje tradycyjną strukturę gazel.

## Okres dawny
Dawna poezja urdu zajmowała się głównie sprawami niespełnionej miłości do ukochanej lub mistycznej miłości do Boga. W XX w., dzięki kontaktom z zachodnią cywilizacją, sprawy ludzkiej egzystencji stawały się jednak coraz ważniejszymi zagadnieniami poruszanymi przez poetów urdu. Coraz częściej nowoczesne trendy zachodniej literatury odbijały się echem w poezji subkontynentu. Nowe tematy, takie jak humanizm, nacjonalizm, egzystencjalizm czy nawet mistycyzm, otwierały nieznane dotąd obszary dla poetów i poszerzały świat ich zainteresowań, a tym samym wzbogacały współczesną literaturę Indii i Pakistanu.
Przejście z okresu nazywanego dawnym do współczesności spowodowane było rozwojem cywilizacyjnym oraz nowymi trendami w filozofii i psychologii. W tym samym czasie postępująca liberalizacja obyczajowa na subkontynencie Indyjskim spowodowała trwałe zmiany w sposobie myślenia jego mieszkańców. Znaczącą rolę, a nawet urok, dla poetów piszących w języku urdu miała ideologia socjalistyczna.

## Okres współczesny
Nowe kierunki i idee pozostawiały jednak tradycyjną strukturę gazel, jako ulubionej formy orientalnej poezji, nienaruszoną. Wydawało się, że gazel, jako trudna i skomplikowana forma wiersza, nie przetrwa nowych czasów. Tak się jednak, na szczęście, nie stało. Przeciwnie, rzec można, że niespotykane prądy i idee dodały mu aktualnej siły wyrazu, nowego potencjału do wyrażenia rozterek uczuciowych współczesnych ludzi.
Idea włączenia się w nurt spraw nowoczesnego świata miała ponadto jeszcze dodatkowe podłoże. Indusi, a później również obywatele Pakistanu chcieli w swej twórczości przeciwstawić się błędnym stereotypom spostrzegania islamu, prezentowanym przez powierzchowne opinie i resentymenty rozprzestrzenione na Zachodzie. Chcieli ponadto, odeprzeć błędne opinie o rzekomej stagnacji i pustce literatury subkontynentu Indyjskiego. Po ogłoszeniu niepodległości Indii i Pakistanu w 1947 roku budzący się nowy patriotyzm dostarczył impulsów twórcom literatury subkontynentu. Lata  60. i 70. XX w. zweryfikowały wiele iluzji, powstałych wraz z uzyskaniem owej niepodległości, co spowodowało, że w twórczości wielu poetów zaznaczył się sarkazm i rozczarowanie. Nędza szerokich mas zmusiła wielu twórców do korekty ich poprzednich iluzji i wywołała liczne fale społecznej krytyki.
Dziś cała literatura subkontynentu, a w tym również poezja, zajmuje aktywny i krytyczny stosunek do rzeczywistości. Współczesna poezja urdu ma do niej nastawienie intelektualne i ważna jest nie tylko jej rola opisująca przeżycia jednostki ale i element dydaktyczny, filozoficzny czy nawet satyryczny. Gazele, jako ulubiona forma poetycka subkontynentu, starają się opisywać każde poruszenie ludzkiej duszy, każdy cień w otaczającej rzeczywistości, każdy wibrujący jej rytm, z typową dla gazeli muzykalnością formy. Tę ostatnią właściwość gazeli, będącą ich oryginalnym i unikalnym pięknem, szeroko wykorzystują muzycy, adaptując je jako integralną i typowo wschodnią twórczość poetycką w komponowaniu muzyki i twórczości filmowej, często występując w produkcjach Bollywood.